# Lars Petter Larsson
Lars Petter Larsson (i riksdagen kallad  Larsson i Berga), född i Sorunda 26 december 1840, död 3 april 1920 i Sorunda, var en svensk lantbrukare och politiker.
Larsson var lantbrukare i Berga i Sorunda socken, där han också var kommunalt aktiv. Han var riksdagsledamot i andra kammaren för Södertörns domsagas valkrets 1888–1890 samt 1894–1896. I riksdagen anslöt han sig från början till Gamla lantmannapartiet, som 1895 återförenades till Lantmannapartiet, men 1896 tillhörde han det liberalt präglade Folkpartiet. Som riksdagsledamot engagerade han sig bland annat i rösträttsfrågan.